# Franz Fuchs (Politiker, 1924)
Franz Fuchs (* 19. Januar 1924 in Würzburg; † 6. Mai 1995) war ein deutscher Malermeister, Politiker und von 1978 bis 1995 Mitglied im Bayerischen Senat.

## Leben
Fuchs besuchte die Volksschule und die Oberrealschule in Würzburg und beendete seine Schullaufbahn mit der mittleren Reife. 1939 begann er eine Malerlehre im elterlichen Betrieb. 1942 wurde er zum Kriegsdienst eingezogen. Nach Kriegsende kehrte er wieder in den Malerbetrieb zurück, den er 1961 übernahm und in dem er 1952 die Meisterprüfung erfolgreich ablegte. Von 1965 bis 1974 war er Obermeister der Maler-Innung Würzburg. Er war Vorsitzender der Arbeitsgemeinschaft Werkkunst im Hauptverband des Deutschen Malerhandwerks, zweiter Vorsitzender des Kultur-Ausschusses im Zentralverband des Deutschen Handwerks in Bonn und Vorstandsrat im Hauptverband und Verbandsbeirat im Landesinnungsverband des Malerhandwerks. 1967 wurde er zum Vorstandsmitglied der Handwerkskammer für Unterfranken in Würzburg gewählt, von 1974 bis 1994 war er deren Präsident, nach seinem Ausscheiden aus dem Amt Ehrenpräsident.